# アルディオ
アルディオ（Aldio）は、シアンス・アールが提供するスマートフォン、タブレット（iOS、Android）やパソコン（Windows）向けのIP無線サービスである。
2019年10月3日に名称が変わり、アルディオからBuddycom(バディコム)になった。

## 概要
2014年12月8日にスマートフォン向けに、アプリを提供開始。
通信方式は、携帯電話通信網(3G,4G)またはWi-Fi。
スマートフォン対応のスピーカーマイクや、イヤホンマイク等の、PTTボタンとアプリを連携させて会話を行うことが可能。基本機能は、電話同様の個別双方向通話、複数のスタッフに一斉連絡できるグループ通話、オンライン状態の自分のグループにオフラインのスタッフを強制呼び出しする機能、緊急時などにすべての通話に割り込みして一斉連絡できる機能等。
2015年10月には、院内通信システム利用のプロモーションが行われている。

## 特徴
タクシー無線等の自営無線やMCA無線との比較は、IP無線を参照